# 弗朗茨·本达
弗朗茨·本达（捷克語：František Benda，音译：弗朗齐歇克·本达；1709年11月22日—1786年3月7日），波西米亚作曲家，小提琴家。少年时曾在德累斯顿的宫廷中工作过，后来受腓特烈大帝聘请到波茨坦宫廷任职终身。他的作品体现了从巴洛克时期到古典主义时期的变迁，同时他也是一位伟大的小提琴家。

## 個人生活
本达家族當中，從事音樂工作的人數眾多，甚至媲美巴赫家族。除弗朗茲之外，揚（Jan，1713年－1752年）、吉利、約瑟夫（Joseph，1724年－1804年）、費德利希·威廉（Friedrich Wilhelm，1745年－1714年）、費德利希·路德維希（Friedrich Ludwig，1752年－1792年）以及卡爾（Karl，1748年－1836年）都是同行中人。

## 外部連結
- 弗朗茨·本达的免费乐谱，由国际乐谱典藏计划提供